# Терористички напад на Сомбор и Апатин
Терористички напад на Сомбор и Апатин представља оружану акцију хрватских терориста, припадника диверзантске групе под називом "Сомборска скупина" који су непримећено ушли на територију Србије са циљем да минирају Батински мост и почине злочине над цивилним становништвом. Aкција је започела 26. јануара 1992. а завршена је 7. фебруара 1992. неуспехом терориста будући да су припадници ЈНА успели да неутралишу терористичку групу. Нападачи су пре хапшења ипак успели да убију троје, а ране једанаесторо грађана СРЈ – цивила, припадника МУП-а и припадника ЈНА.

## Претходница акције
За време рата од 1991. до 1995. године Мост 51. дивизије (Батински мост) био је једина веза Барање, која је тада била у саставу Републике Српске Крајине (РСК), са остатком света јер је на Драви био непролазни фронт између РСК и Републике Хрватске, а Мађарска је од краја 1991. године па све до времена тзв. мирне реинтеграције своју границу према Барањи држала затвореном. Зато је тај мост био од животног значаја за снабдевање становништва, привреде и војске храном, лековима и другим неопходним намирницама. Хрватска страна, свесна значаја који Батински мост има за становништво овог краја, 26. јануара 1992. године убацила је из рејона Копачког рита у рејон Апатина диверзантску групу од 20 наоружаних војника преобучену у униформе ЈНА са циљем да минирају тај мост. Намера нападача је била и да се почине злочини над српским цивилним становништвом у циљу застрашивања и изазивања опште панике. Према речима самих учесника ове акције, план је био да се прво минира мост али и да се експлозив постави  пред куће и зграде обичних грађана са циљем дестабилизације цивилног и војног руководства. За овај терористички чин припремљено је скоро 3750 кг експлозива.

## Терористички напад
Ивица Крњак, заповедник Самосталне те "ускочке сатније" која ће касније постати позната као "сомборска скупина". Крњак је осмислио акцију у којој би се он, са одабраним припадницима своје јединице, преобукао у униформе официра и војника ЈНА те би амфибијом пуном експлозива прешли Дунав и са српске стране пришли строго чуваном Батинском мосту, који је спајао места Батину и Бездан, односно Барању и Војводину.
Диверзанти су преко Копачког рита ушли дубоко на територију Србије, али су због техничког квара на возилу (амфибији) откривени и распршени на мање скупине. Након борби од 2. до 7. фебруара – 7 диверзаната је заробљено, још 1 накнадно, 3 су погинула, а 9 се успело спасити и препливати Дунав. У том свирепом акту агресије, свирепо је убијено троје грађана СРЈ (два цивила и један припадник МУП-а), док је једанаесторо грађана (шест припадника ЈНА, три  припадника МУП-а, два цивила) задобило теже и средње тешке повреде.
У нападу хрватских диверзаната на подручју Апатина су убијени цивили – пензионер Дане Вукобратовић /62/ и девојка католичке вероисповести Марица Воња /28/ а припадник МУП-а Дамир Кокотовић /22/ убијен је у месту Колут. Осим ратног злочина над цивилима, злочинци су прекршили још нека од правила Женевске конвенције тиме што су пуцали по већ рањеним војницима, те злостављали и мучили обичне грађане, локалне рибаре и чланове особља.

## Суђење и пресуда
Осморица оптужених диверзаната били су Бранко Мацан, Радомир Метић, Мартин Хорват, Адонис Хоџић, Никица Ћурић, Јосип Брандт, Саша Малчић те Адам Кушенић. На оптуженичкој клупи због "извршеног кривичног дела пружања помоћи учиниоцу после извршеног кривичног дела тероризма" налазила су се и три брата Бранка Мацана – Јерко, Винко и Анте те сестра Здравка Башић, док је Бранков нећак Владимир оптужен за "непријављивање кривичног дела". Пресудом 03.07.1992. оптужени су проглашени кривима. Изузев Бранковог братанца Владимира Мацана, који је ослобођен, сви су осуђени на дугогодишње казне затвора у распону од 5 до 20 година – укупно њих 12 на 159 година. У априлу 1993. осуђени диверзанти су пребачени из Сомбора у Сремску Митровицу, а у јуну исте године казна им је смањена на 85 година и шест месеци.
Међудржавним договором, хрватски диверзанти (припадници тзв. "сомборске скупине") су након две године затвора 12.01.1994. размењени на контролној тачки УНПРОФОР-а код Липовца.
Према писању хрватског листа Национал, "Крњакова скупина" је била одговорна за тешке масакре над српским цивилима у Осијеку. Национал пише да су Крњака и преостале припаднике Ускочке сатније по повратку у Осијек,  мучили неуспех диверзантске акције, а са друге су жудели за осветом због својих заточених сабораца. Тако су кренули у обрачун са српским цивилима у Осијеку и тада започињу "нова селотејп убиства" која су била мотивисана великом мржњом према свим грађанима Осијека српске националности. У Осијеку је током 1991-1995. хрватска војска убила 180 цивила српске и мађарске националности.